# Wilhelm Stockmann
Wilhelm Stockmann (* 12. Februar 1848 in Hannover; † 4. März 1910 in Wildungen) war ein deutscher Bürgervorsteher und Senator.

## Leben
Wilhelm Stockmann wurde in der seinerzeitigen Residenzstadt des Königreichs Hannover geboren. Als Linden, dem ehemaligen Vorort von Hannover, der im Zuge der Industrialisierung als „größtes Dorf Preußens“ galt, 1885 die Stadtrechte verliehen wurden, wurde Stockmann zum 1. April 1885 als Bürgervorsteher in Linden gewählt. Parallel dazu war er langjähriges Mitglied des evangelischen Schulvorstands von Linden, bis das Lindener Volksschulwesen 1890 kommunalisiert wurde.
Der gewählte Bürgervorsteher war vom 21. April 1897 bis zum 18. April 1899 zunächst Vize-, dann bis zum 2. Oktober 1900 Wortführer des Bürgervorsteherkollegiums. Kurz vor dem Ende seiner Amtszeit wurde Stockmann am 24. August 1900 zum ehrenamtlichen Lindener Senator gewählt. Als Mitglied im Kirchenvorstand der Lindener Bethlehemsgemeinde  war er „maßgeblich am Bau der Bethlehemskirche“ beteiligt, die dann 1904 bis 1906 nach Plänen des Architekten Karl Mohrmann errichtet wurde.
Wilhelm Stockmann starb in Wildungen.

## Ehrungen
- Posthum wurde die 1913 angelegte Stockmannstraße im heutigen Stadtteil Linden-Nord nach dem Lindener Senator benannt.[1]